# Rudolf González
Rudolf Karl González Vass (* 2. Juli 1998 in Santo Domingo), auch Rudi González genannt, ist ein Fußballspieler, der aktuell als Flügelspieler für den SV Eintracht Hohkeppel spielt. Er vertrat die Nationalmannschaft der Dominikanischen Republik mit sieben absolvierten Spielen.

## Karriere

### International
González wurde in der Dominikanischen Republik als Sohn eines dominikanischen Vaters und einer deutschen Mutter geboren. Er ist Jugendnationalspieler für Deutschland. Sein Profidebüt für die Fußballnationalmannschaft der Dominikanischen Republik gab er am 15. Februar 2019 beim 1:0-Freundschaftsspiel gegen Guadeloupe.

### Vereinskarriere
In seiner Jugend spiele González bei dem etablierten Bundesliga-Verein Bayer 04 Leverkusen. In der Saison 2016/17 wechselte er zur U19 des FC St. Pauli. In der darauffolgenden Spielzeit wechselte er zur Zweitvertretung von St. Pauli.
2018 wechselte er von da aus ablösefrei zum TuS Koblenz. In darauffolgendem Jahr wechselte er zum luxemburgischen US Mondorf, wo er bis 2020 blieb. Daraufhin wechselte er wieder zurück nach Deutschland, zum ZFC Meuselwitz.
In der Winterpause der Saison 2020/21 wechselte er zum Bonner SC. Er wurde schnell zu einem der Schlüsselspieler und erreichte zudem weitreichende Popularität bei den Fans des Bonner SC. In der Saison 2022/23, wo er mit den Rheinlöwen bereits in die fünftklassige Mittelrheinliga abgestiegen waren, verlängerte er seinen Vertrag langfristig bis 2025. Zur Saison 2025/26 wird er vom Bonner SC zum SV Eintracht Hohkeppel wechseln.